# Hans-im-Glück-Brunnen

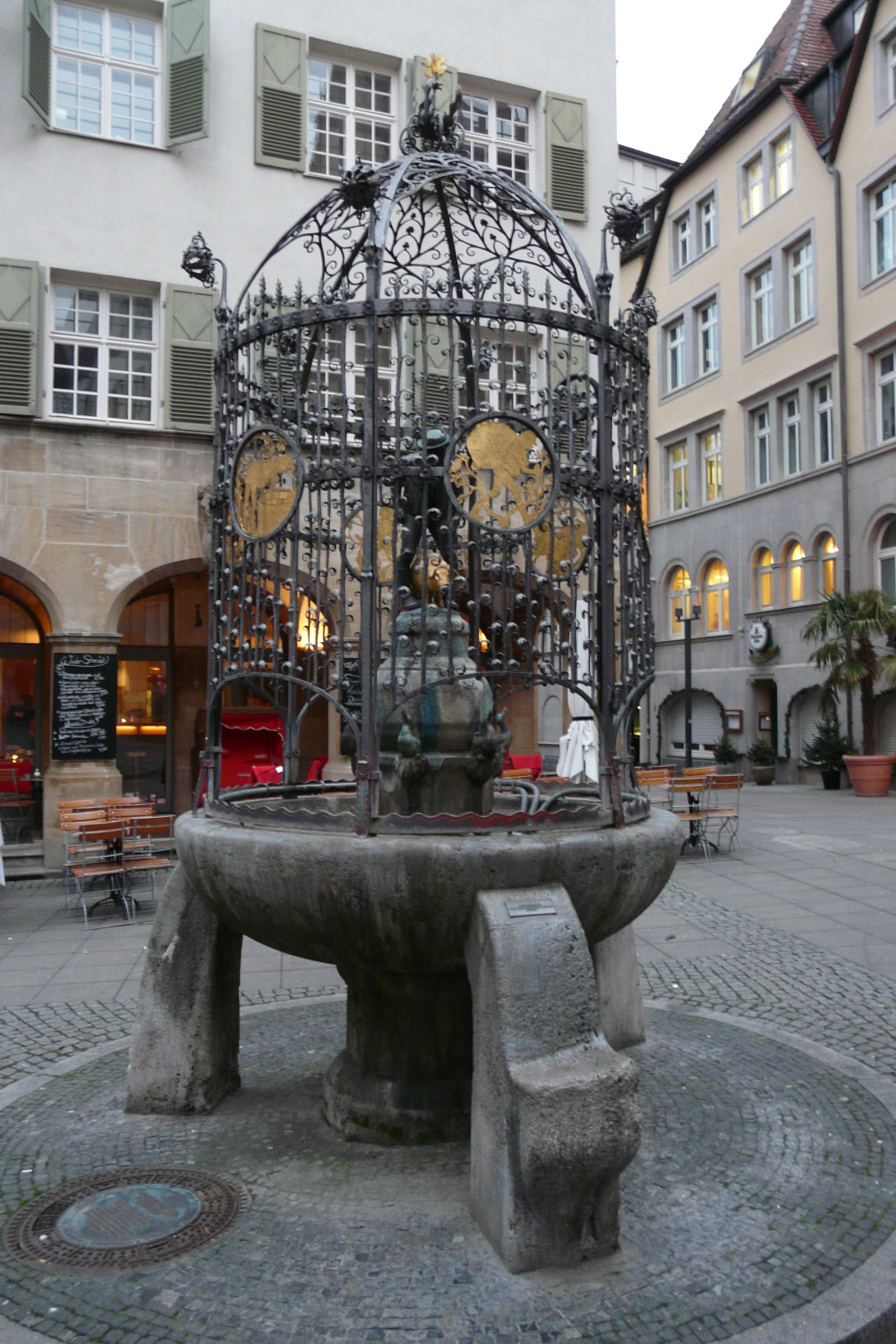
Hans-im-Glück-Brunnen in Stuttgart

Der Hans-im-Glück-Brunnen ist ein nach der gleichnamigen Märchenfigur benannter Brunnen in Stuttgart-Mitte.

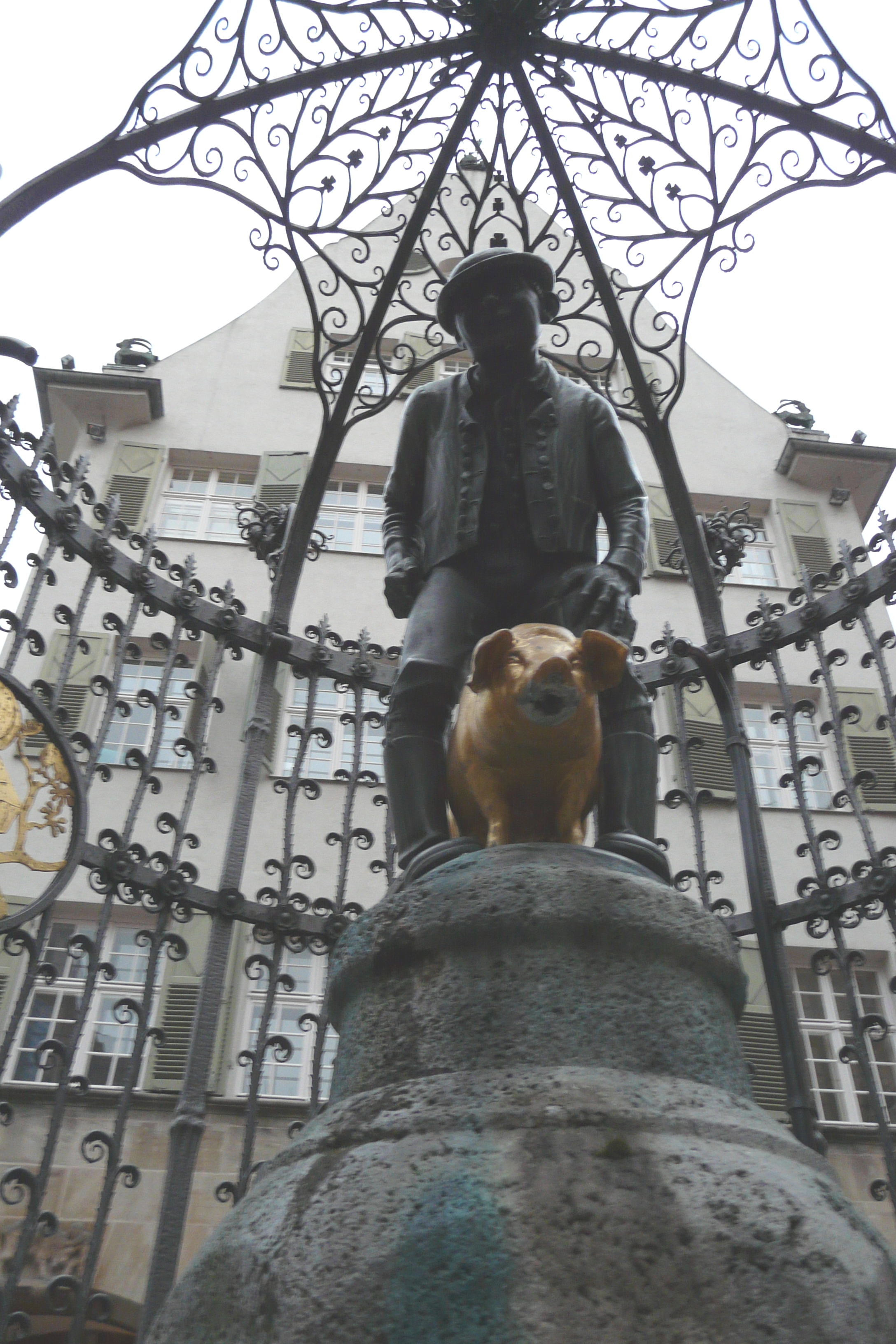
Die Bauernfigur am Hans-im-Glück-Brunnen

## Aussehen
Der von Josef Zeitler zum Abschluss der Sanierung der Stuttgarter Altstadt geschaffene Brunnen in der Geißstraße wurde am 12. Mai 1909 eingeweiht. Er zeigt einen Bauernburschen mit Hut, Hemd, kurzer Jacke, Hose und Stiefeln, zwischen dessen Beinen ein vergoldetes Schwein steht. Zeitler gestaltete die Figur laut eigener Aussage nach einem Bauernburschen von den Fildern, dem er im Schlachthaus begegnet war. 
Bauernbursche und Schwein stehen auf einem glockenförmigen Postament, an dem sich auch sechs kleine Enten befinden. Das Schwein und die Enten dienen als Wasserspeier, von denen das Wasser in eine runde, auf drei Beinen ruhende Brunnenschale fließt. Auf ihrem Rand erhebt sich ein schmiedeeisernes, reich mit Pflanzenformen verziertes Gitter. In ihm befinden sich sechs vergoldete Medaillons, die Szenen des Märchens Hans im Glück zeigen. Darüber befindet sich ein schmiedeeiserner Baldachin, dessen Spitze von einem vierblättrigen, vergoldeten Kleeblatt gekrönt wird.
Unterhalt und Betrieb des Hans-im-Glück-Brunnens werden von der Stadt Stuttgart, der Stiftung Stuttgarter Brünnele und sogenannten Brunnen-Paten finanziert. Er ist normalerweise von Mitte Mai bis Mitte September in Betrieb.